# Schwarzwaldleitung

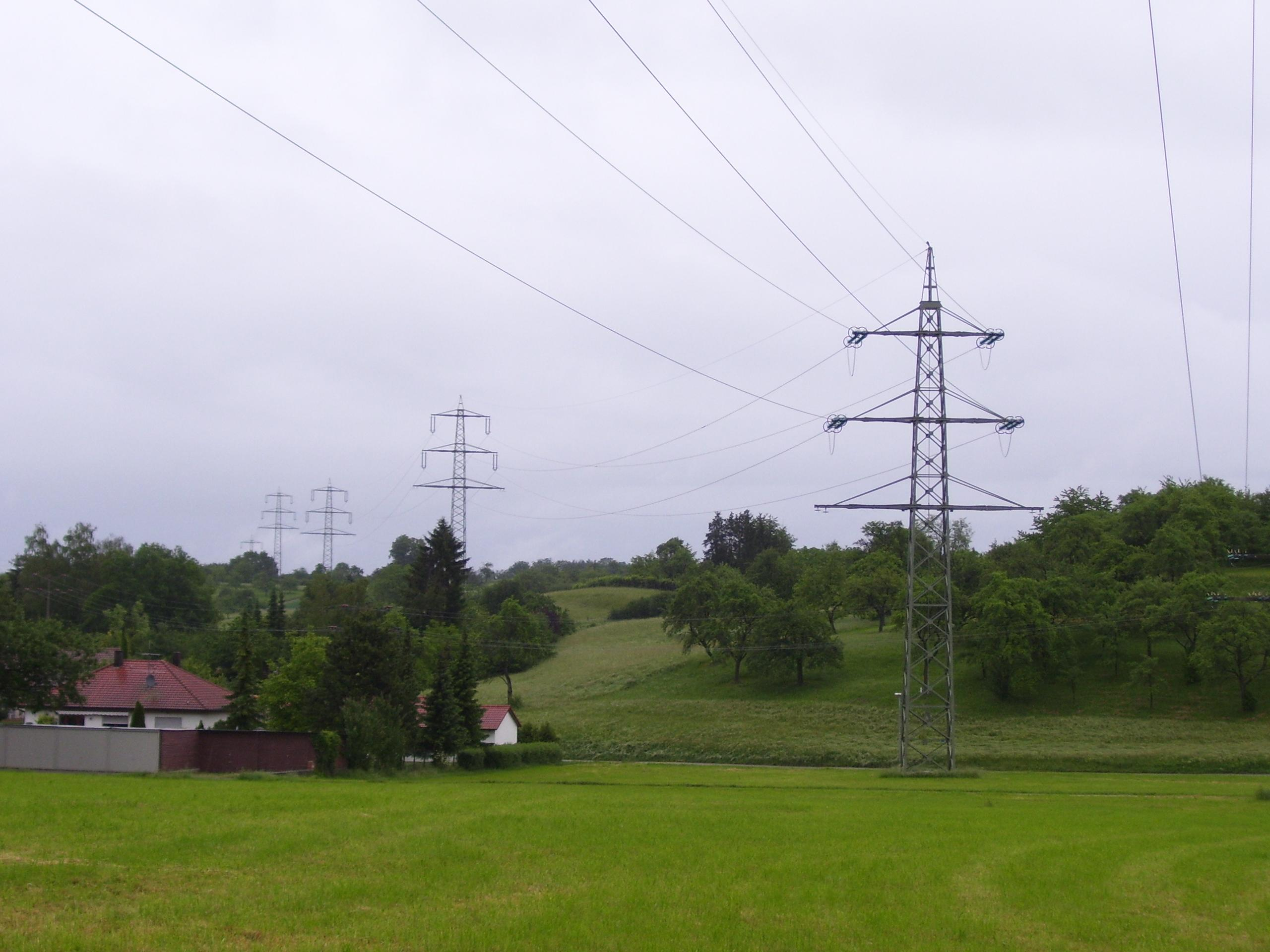
Abspannmast und Tragmaste bei Bodelshausen, einige Monate vor der Demontage

Die Schwarzwaldleitung war eine zwischen 1940 und 1944 durch das Rheinisch-Westfälische Elektrizitätswerk errichtete Hochspannungs-Drehstromfreileitung für zwei 220-kV-Stromkreise, die in ihrem ursprünglichen Zustand vom Umspannwerk Hoheneck bei Ludwigsburg zum Umspannwerk Tiengen (Hochrhein) führte. Zweck der Leitung war die Fernübertragung elektrischer Energie aus den Kraftwerken des Schluchseewerks im Südschwarzwald in die Industriezentren in West- und Süddeutschland. Damit stellte sie eine Ergänzung zum 1924–1930 gebauten System der Nord-Süd-Leitung dar, mit der erstmals ein Verbundbetrieb zwischen Kohlekraftwerken im Rheinland und Wasserkraftwerken in den Alpen und im Schwarzwald hergestellt wurde. Sie bildete eine der längsten durchgehenden Hochspannungsfreileitungen in Deutschland.
Als in den 1950er Jahren die Energieversorgung Schwaben (EVS) mit dem Aufbau eines Höchstspannungsnetzes in Württemberg begann, übernahm diese einen Stromkreis der Schwarzwaldleitung und errichtete mehrere Umspannwerke zur Kopplung mit der nachgelagerten Verteilnetzebene in der Nähe der Leitungstrasse. Mitte der 1980er Jahre wurde ein Teilstück zwischen Altbach und Wendlingen abgerissen und die Leitung komplett an die EVS übertragen. Mit zunehmendem Ausbau der 380-kV-Netzebene und der Umrüstung mehrerer Umspannwerke entlang der Strecke wurde die Leitung in ihrer gesamten Länge nicht mehr benötigt und im Laufe des Jahres 2009 vollständig abgebaut. Auf einem Teilstück zwischen Remseck und Altbach wurden die alten Masten umfunktioniert für die Aufhängung einer Bahnstromleitung.

## Leitungsverlauf
Grob führte der Trassenverlauf von Hoheneck in südliche bis südwestliche Richtung. Anders als die Nord-Süd-Leitung, die westlich um die Agglomeration Stuttgart herumgeführt wurde, folgte die Schwarzwaldleitung einer Route östlich an Stuttgart vorbei, entlang des Neckars und des Albtraufs bis auf die Hochfläche der Baar, ehe die südöstlichen Ausläufer des Südschwarzwalds und das Gebiet am Hochrhein erreicht wurden. Die Gesamtlänge der Leitung betrug rund 190 km.
Nach Beginn im Umspannwerk Hoheneck schlug die Leitung einen Verlauf nach Osten ein, überquerte zum ersten Mal den Neckar und verlief anschließend südöstlich, südlich und dann wieder südöstlich aus dem Neckarbecken hinauf über den Schurwald, ehe bei Altbach wieder in südliche Richtung verlaufend der Neckar ein zweites Mal überquert wurde. Anschließend ging es an Nürtingen vorbei, zum dritten Mal über den Neckar, bevor zwischen Metzingen und Reutlingen die Nord-Süd-Leitung im Abschnitt Hoheneck–Herbertingen unterquert wurde. Entlang des gesamten Albtraufs in südwestliche Richtung von Reutlingen über Mössingen, Hechingen, Balingen, Dotternhausen wurde bei Spaichingen die Baar erreicht, wo die Leitung nach Süden abknickte, über die Hochebene führte. Ab Donaueschingen, wo auch die Donau überquert wurde, folgte wieder eine Trassenführung nach Südwesten und das tief eingeschnittene Wutachtal wurde überspannt. Bei Untermettingen wurde die Nord-Süd-Leitung im Abschnitt Herbertingen–Tiengen unterquert und die Leitung erreicht nach einer Trassendrehung in westliche Richtung das Umspannwerk Tiengen.

## Geschichte

### Realisierung

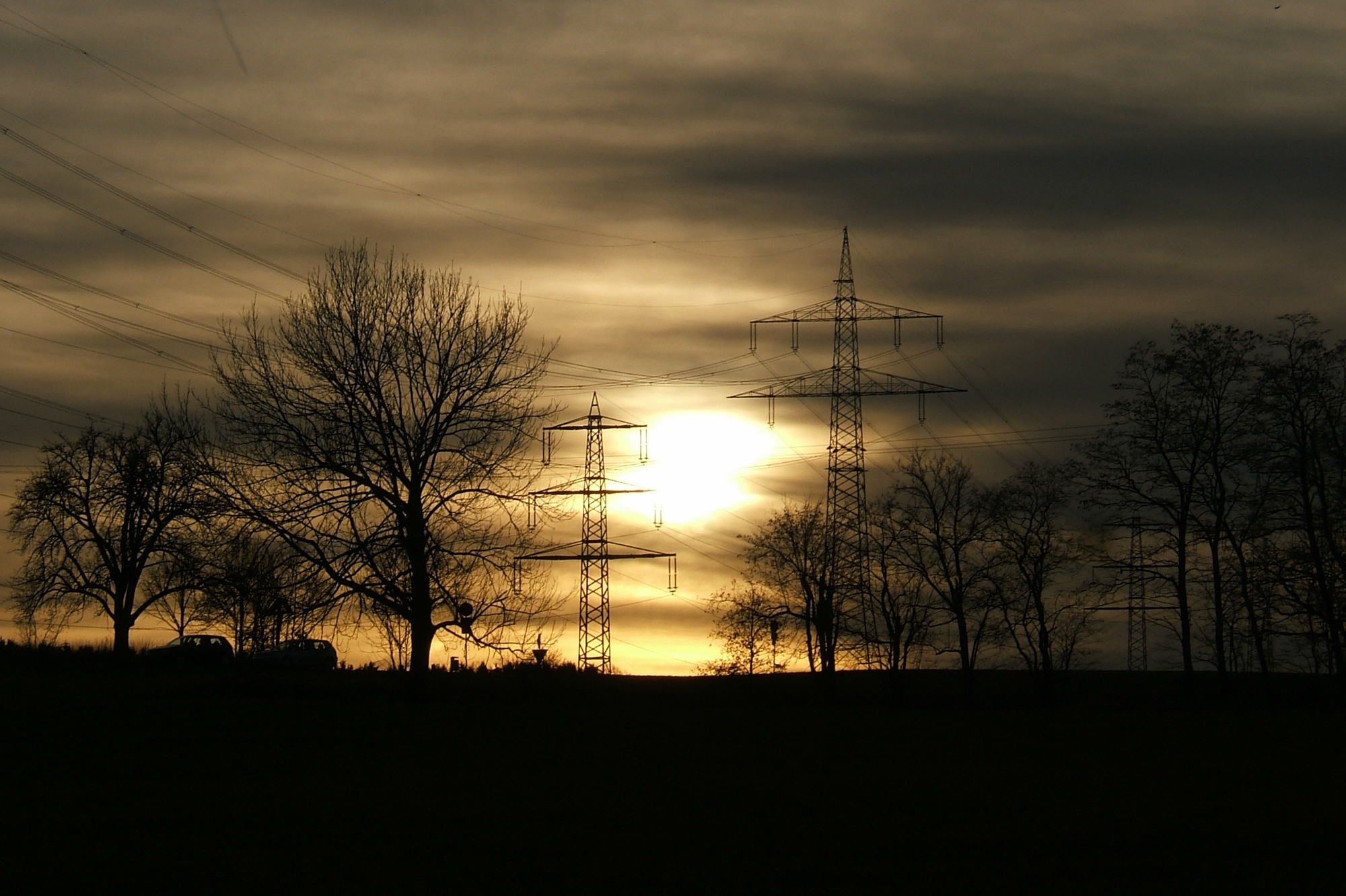
Schwarzwaldleitung (noch mit zwei Stromkreisen, linker Mast) und 380-kV-Leitung bei der Schlichemtalsperre, 2006

Zwischen 1924 und 1930 baute das RWE nach der Übernahme zahlreicher süd- und westdeutscher Energieversorgungsunternehmen von der Elektrizitäts-AG vormals W. Lahmeyer & Co. eine für 380 kV vorbereitete und mit 220 kV betriebene Hochspannungsfreileitung zwischen der Umspannanlage Brauweiler bei Köln und den beiden Kraftwerksgruppen der Illwerke in Vorarlberg und dem Schluchseewerk in Baden. Das Netzgebiet des RWE und seiner Tochterfirmen erstreckte sich somit über weite Teile West- und Südwestdeutschlands, es umfasste die preußische Rheinprovinz und Hessen-Nassau sowie die Länder Hessen-Darmstadt, Baden und Württemberg.
In der Zeit des Nationalsozialismus wurde die gesamte deutsche Elektrizitätswirtschaft aufgrund des Energiewirtschaftsgesetzs unter Aufsicht des Reiches gestellt und in der bisher ausgeführten Form der dezentralen Erzeugung und großflächigen Verteilung weitergeführt. Das RWE entschied sich bereits vor Verabschiedung des Gesetzes 1935, das äußerst großräumige Verbundnetz, das sich von Osnabrück bis nach Österreich erstreckte, weiter auszubauen. Hierfür wurde in drei Abschnitten eine zweite, rechtsrheinische Nord-Süd-Direktverbindung realisiert:
- Eine 220-kV-Doppelleitung vom Koepchenwerk zum Umspannwerk Kelsterbach
- Eine 220-kV-Leitung vom Umspannwerk Kelsterbach zum Umspannwerk Hoheneck und eine 110-kV-Leitung vom Umspannwerk Mannheim-Rheinau zum Umspannwerk Hoheneck mit Stichleitungen zu den Kraftwerken der Neckar AG an den Neckarstaustufen. Im Endausbau hätte letztgenannte Leitung um einen 220-kV-Kreis erweitert werden können.
- Eine 220-kV-Doppelleitung vom Umspannwerk Hoheneck zum Umspannwerk Tiengen

Die ersten beiden Abschnitte, mit deren Bau 1934 begonnen wurde, wurden bis etwa 1936 fertiggestellt. Die Neckarstaustufen wurden bereits bis 1935 an die 110-kV-Ebene angeschlossen. Nachdem das Rheinkraftwerks Albbruck-Dogern und des Aarekraftwerks Klingnau in Betrieb gingen, wurde zur Kapazitätserhöhung auf dem bisher einkreisigen Abschnitt Herbertingen–Tiengen der Nord-Süd-Leitung ein zweiter Stromkreis verlegt. Als 1939 mit dem Bau des Kraftwerks Witznau und 1942 des Kraftwerks Waldshut begonnen wurde, war eine weitere Kapazitätserweiterung im Übertragungsnetz abszusehen, weshalb mit der Errichtung einer zweiten Nord-Süd-Verbindung von Herbertingen nach Tiengen begonnen wurde. Fertiggestellt wurde diese Leitung schließlich 1944.

### Spätere Entwicklungen

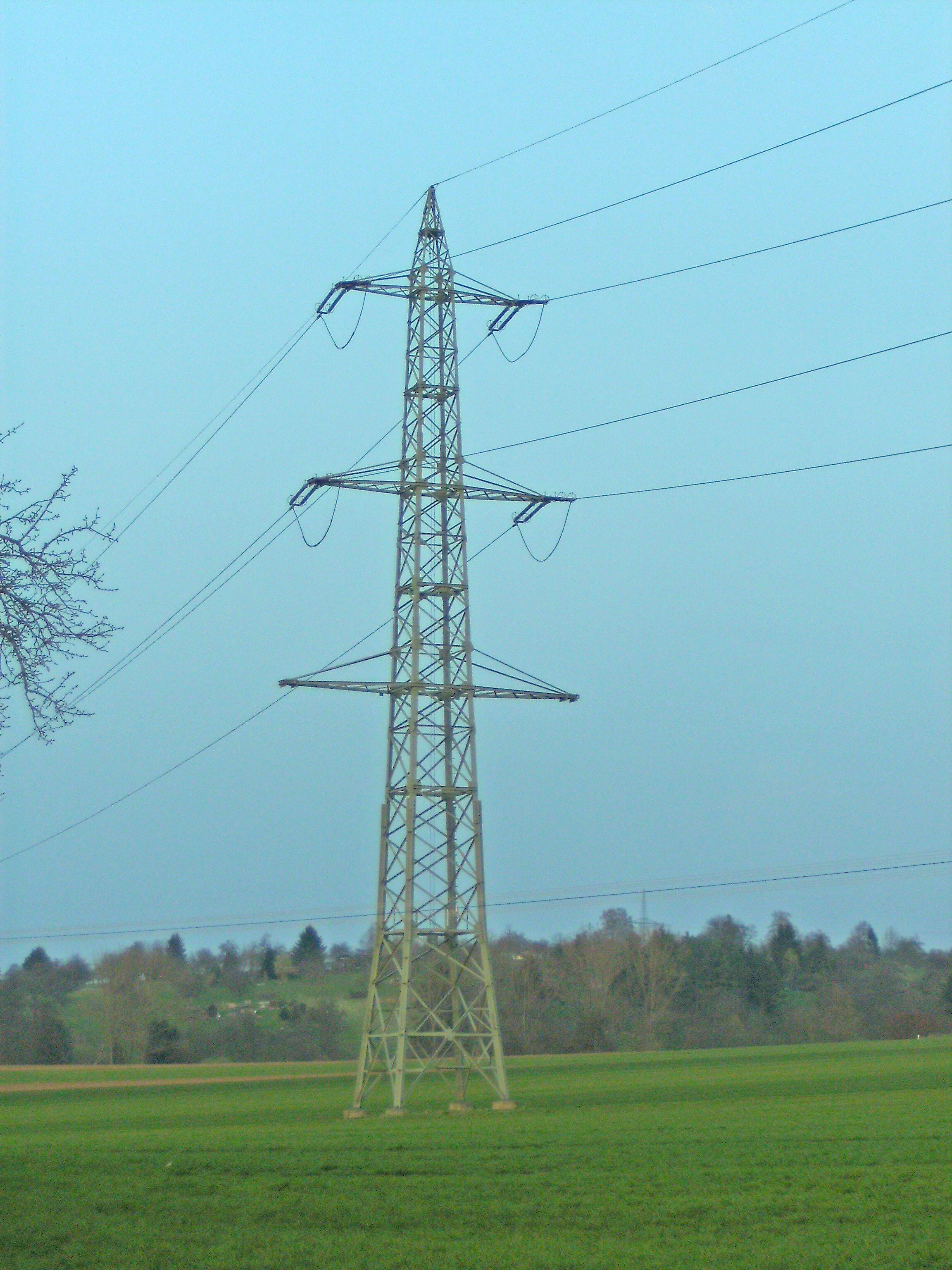
Ehemaliger Abzweigmast bei Mittelstadt, von dem eine Leitung zum Umspannwerk Metzingen führte

In den 1950er Jahren wurde über eine Stichleitung auf baugleichen Masten das Umspannwerk Wendlingen angeschlossen, das auf der 110-kV-Ebene mit den Neckarwerken gekoppelt war. Von dort setzte sich eine weitere Leitung des RWE zum Umspannwerk Meitingen der Lechwerke, einer Tochtergesellschaft, fort, die für einen späteren Ausbau auf 380 kV ausgelegt war. Einige Jahre später begann die EVS mit dem Bau eigener 220-kV-Leitungen und Umspannwerken, nachdem die Fernverteilung elektrischer Energie in Württemberg bisher durch das RWE erfolgte. Im Laufe der 1960er Jahre entstanden in Stuttgart-Mühlhausen und Trossingen, später auch in Metzingen 220-kV-Umspannwerke. Zur Anbindung dieser baute die EVS Leitungsabzweige zur Schwarzwaldleitung und nutzte fortan einen der beiden Stromkreise, den sie in die Umspannwerke jeweils einschleifte. Während der Stromkreis des RWE durchgehend von Hoheneck nach Tiengen führte, bestand der EVS-Stromkreis aus den Sektionen Hoheneck–Mühlhausen, Mühlhausen–Wendlingen, Wendlingen–Metzingen, Metzingen–Trossingen und Trossingen–Tiengen.
In den 1970er Jahren stieg das EVS auch in die 380-kV-Ebene ein und baute eigene Leitungen auf dieser Spannungsebene. Eine zentrale Nord-Süd-Achse entstand von 1973 bis 1978 auf der Strecke Pulverdingen–Oberjettingen–Engstlatt–Laufenburg. Zwischen Engstlatt und Laufenburg wurde diese Leitung für vier Stromkreise ausgelegt, aber nur mit zwei 380-kV-Kreisen betrieben und durchgehend parallel zur Schwarzwaldleitung verlegt. Abschnittsweise wurde die Schwarzwaldleitung auf die Masten dieser Leitung umverlegt und die alte Trasse demontiert.
Eine weitere Änderung in der Netzkonfiguration entstand Mitte der 1980er Jahre mit der Erweiterung des Heizkraftwerks Altbach/Deizisau. Der Anschluss des neuen Blocks auf der 380-kV-Ebene machte den Bau neuer Leitungen und die Erweiterung des Umspannwerks Wendlingen nötig. Da zwischen Hoheneck und Wendlingen nun eine Verbindung auf 380-kV-Ebene eingerichtet wurde (zusätzlich zu einer weiteren 220-kV-Verbindung) und die Leitungstrasse der Schwarzwaldleitung mitten durch das Erweiterungsgelände des Kraftwerks verlief, wurde ein längerer Abschnitt von Altbach bis Wendlingen abgebaut. Zwischen dem Abzweig zum Umspannwerk Mühlhausen und Altbach wurde die Leitung ebenfalls außer Betrieb genommen, jedoch stehen gelassen. Der 220-kV-Abzweig nach Metzingen wurde durch eine 380-kV-Leitung von Wendlingen nach Metzingen ersetzt, am hierfür umgebauten Abzweigmasten wurden die Quertraversen entfernt. Die 220-kV-Anlage in Metzingen wurde anschließend über einen einzelnen Stich aus der Schwarzwaldleitung versorgt, der auf die benachbarte 380-kV-Leitung führte und dort bereits für 380 kV isoliert war.
Die Betriebsführung der Schwarzwaldleitung ging infolgedessen komplett auf die EVS über.
2007 wurde ein Stromkreis der Leitung außer Betrieb genommen, nachdem sich die Leitungsstrecke nur noch auf die Verbindungen Wendlingen–Trossingen (mit Abzweig nach Metzingen) und Trossingen–Tiengen reduzierte. Im Anschluss wurden die beiden untersten Leiterseile demontiert.

## Demontage und Ersatz
1997 schlossen sich EVS und Badenwerk zur EnBW Energie Baden-Württemberg zusammen, deren Netzsparte wiederum aufgrund von EU-Vorschriften 2012 im Bereich des Höchstspannungsnetzes zur TransnetBW ausgelagert wurde. Die Liberalisierung des Energiemarkts ging einher mit der Umstrukturierung der Netze aller (seit 2000 vier) deutschen Übertragungsnetzbetreiber unter weitgehendem Verzicht auf die 220-kV-Ebene.
Ende 2007 wurde der teilweise stillgelegte Abschnitt von Hoheneck nach Altbach abgebaut, nachdem das Umspannwerk Mühlhausen auf 380-kV-Betrieb umgerüstet und an eine teils in gleicher Trasse verlaufenden Einschleifung aus der Verbindung Pulverdingen–Wendlingen angeschlossen. Ungewöhnlich war die Weiternutzung der Trasse für die weitgehend parallel verlaufende 110-kV-Bahnstromleitung Stuttgart–Plochingen: Die Traversen der Masten, nicht aber die Maststiele selbst, wurden entfernt und später eine einzelne Traverse an die Maststiele für die Aufnahme der Bahnstromleitung montiert.
Auf Karten des Stromnetzes der Deutschen Verbundgesellschaft aus den 1980er-Jahren war der Neubau einer 380-kV-Leitung zwischen Metzingen und Engstlatt mit möglicher Fortführung nach Laufenburg vorgesehen. Davon zeugt heute noch die Bauweise der Leitung Engstlatt–Laufenburg: Bei der Installation einer zusätzlichen Traverse könnten an den Leitungsmasten vier Stromkreise für 380 kV verlegt werden. Planungen der späten 1980er- und 1990er-Jahren sahen vor, die 380-kV-Verbindung von Engstlatt nach Herbertingen zu führen. Auf den Bau dieser wegen der möglichen Landschaftsbeeinträchtigung umstrittenen Leitung wurde Ende 1999 dann doch verzichtet, da die EnBW ein zeitlich unbefristetes Nutzungsrecht des Teilstückes Tiengen–Herbertingen–Hoheneck der RWE-eigenen Nord-Süd-Leitung aushandeln konnte. Somit konnte statt der neuen Leitung ein kürzerer Leitungsneubau in Form des Leitungsabzweiges bei Rommelsbach realisiert werden. Hierfür wurde im Jahr 2008 ein Mast der Nord-Süd-Leitung durch einen Abzweigmasten ersetzt, an dem eine einkreisige 380-kV-Stichleitung nach Metzingen abzweigt. Die dortige 220-kV-Anlage, die zuletzt ebenfalls aus einem Stich, allerdings aus der Schwarzwaldleitung, versorgt wurde, konnte somit wegfallen.
2007 wurde auf der 380-kV-Leitung Oberjettingen–Engstlatt ein zweiter Stromkreis installiert, um die Leitungskapazität zu erhöhen. Das Umspannwerk Trossingen wurde 2008 in eine 380-kV-Anlage umgebaut, die Masten der Stichleitung umgebaut und an die 380-kV-Leitung Engstlatt–Laufenburg angebunden.
Da somit alle Umspannwerke, die von der Schwarzwaldleitung angebunden wurden, auf 380 kV umgestellt wurden und eine Höchstspannungsverbindung von Wendlingen nach Tiengen über Metzingen und die Nord-Süd-Leitung besteht, wurde die Schwarzwaldleitung entbehrlich und konnte vollständig demontiert werden. Anfang 2009 wurde sie dafür zunächst außer Betrieb gestellt, im April 2009 begann dann die Demontage des Abschnittes zwischen Wendlingen und Metzingen, ab Juli dann der restlichen Abschnitte. Das Material der rund 500 abgebauten Strommasten wurde recycelt. Ende des Jahres waren die Abbaumaßnahmen vollständig abgeschlossen.
Die letzten Reste der Schwarzwaldleitung sind ein Mast südlich des Umspannwerks Wendlingen, welcher seit Umstellung der Hochspannungsleitung Wendlingen-Möhringen von 220 kV auf 110 kV Bestandteil dieser Leitung ist und die auf der untersten Traverse der 380-kV-Leitungen Engstlatt–Oberjettingen und Engstlatt–Laufenburg verlegten Leiterseile, die zur Zeit ungenutzt sind.

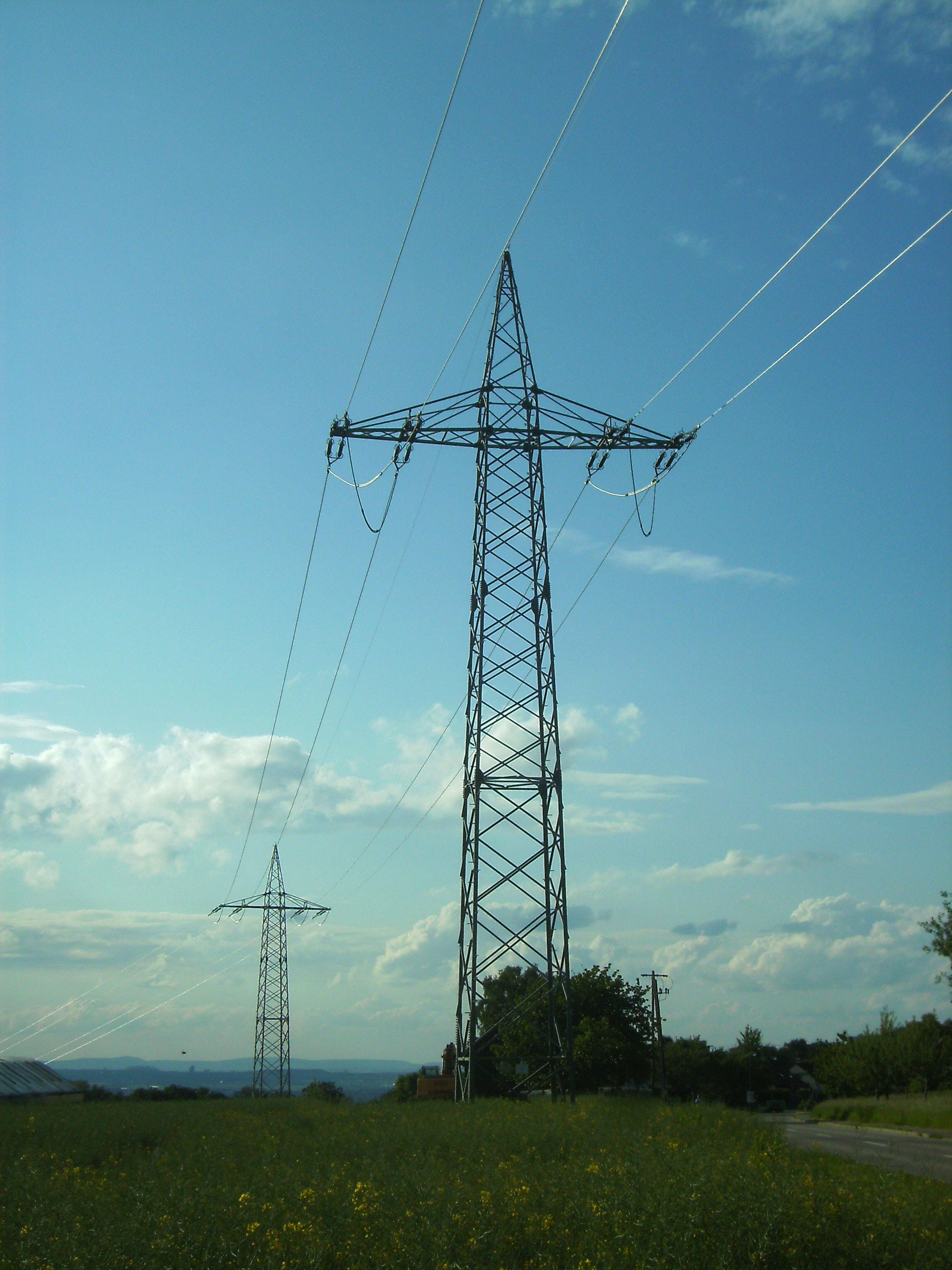
Der Leitungsabschnitt zwischen Neckarrems und Altbach wird heute von der Deutschen Bahn genutzt
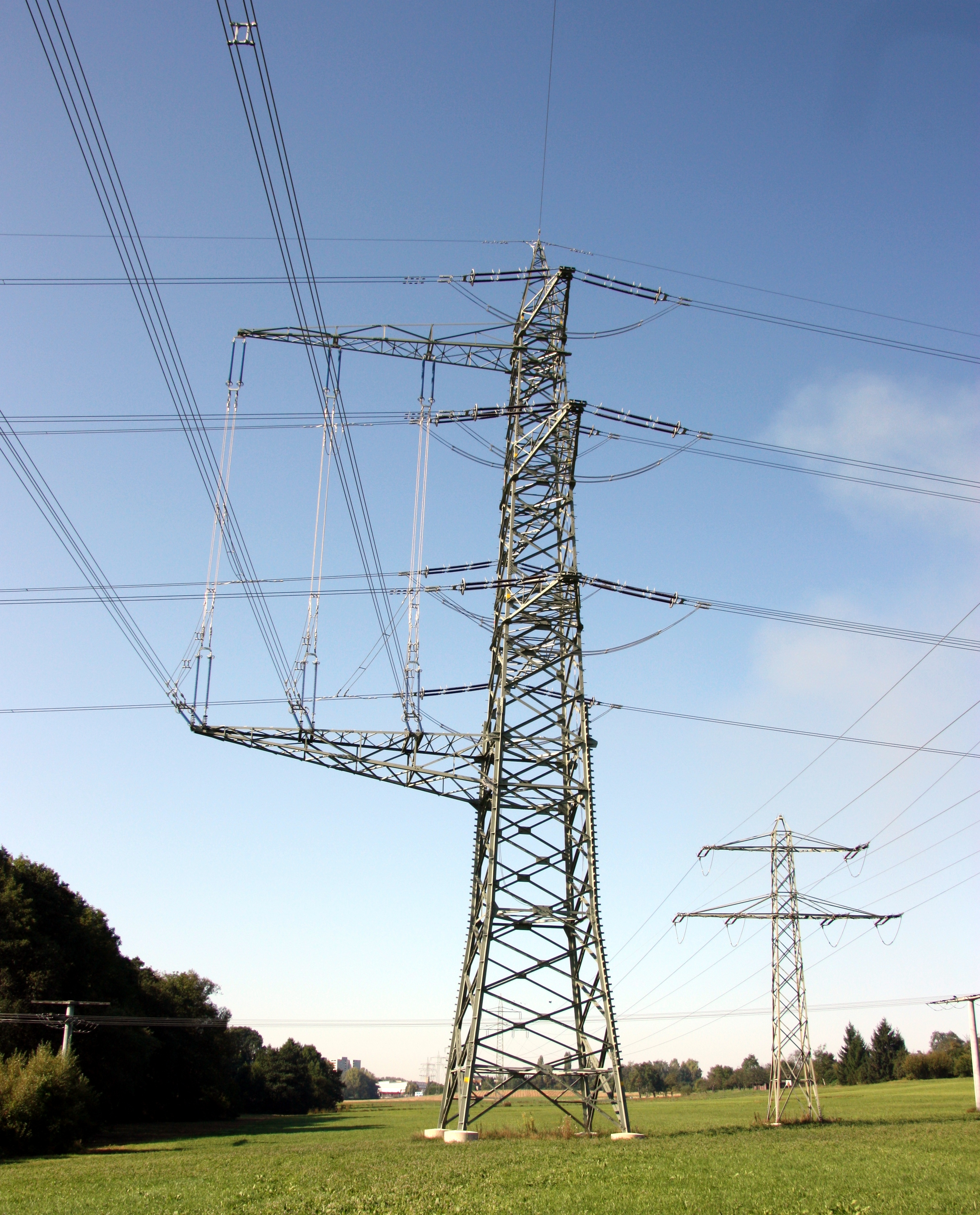
Abzweigmast der Nord-Süd-Leitung für einen 380-kV-Abzweig nach Metzingen. Durch diese Verbindung wurde die Schwarzwaldleitung redundant
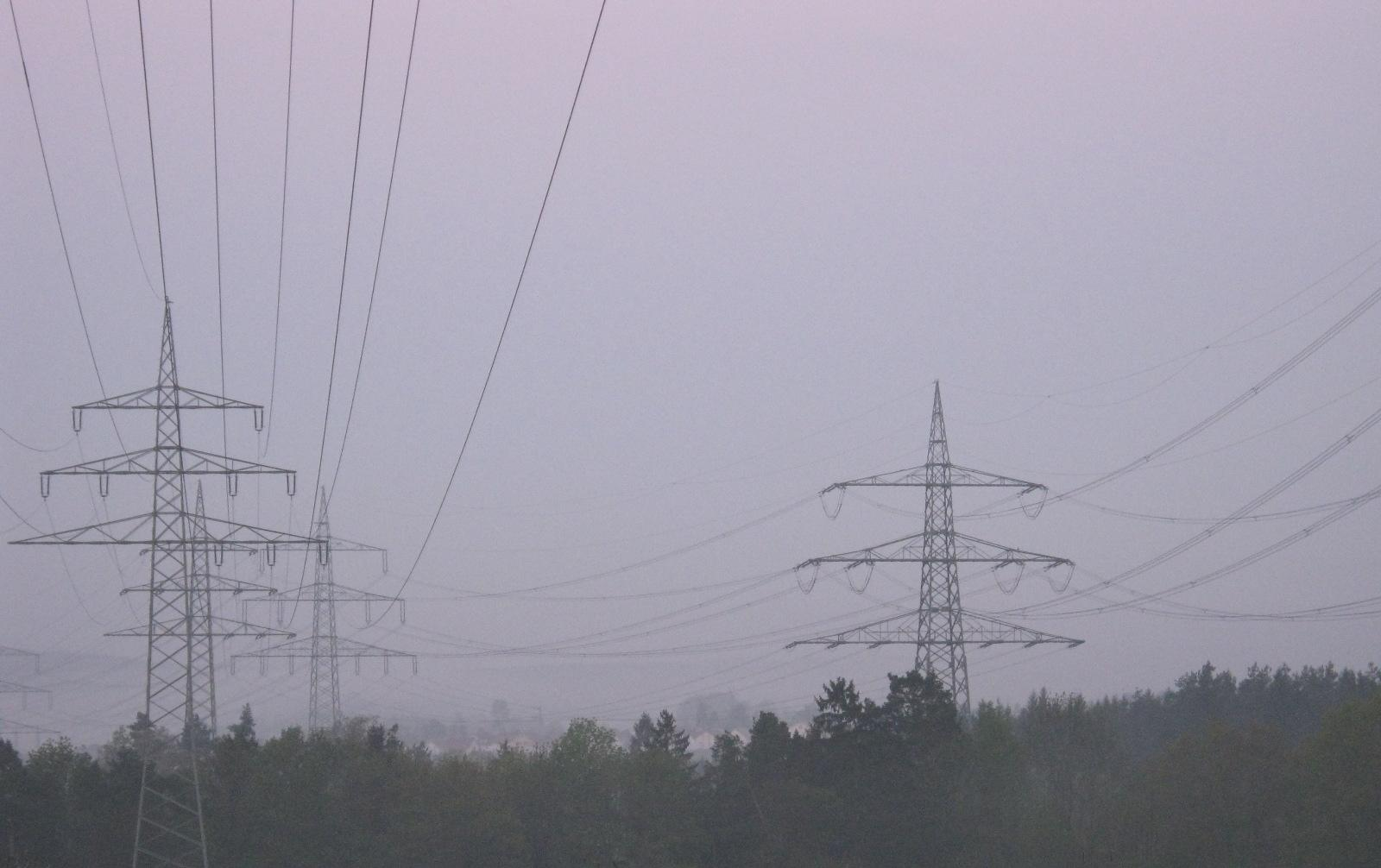
Mast der 380-kV-Leitung Engstlatt-Laufenburg südlich des Umspannwerks Engstlatt mit den blind endenden 220-kV-Stromkreis der einstigen Schwarzwaldleitung südlich des Umspannwerks Engstlatt
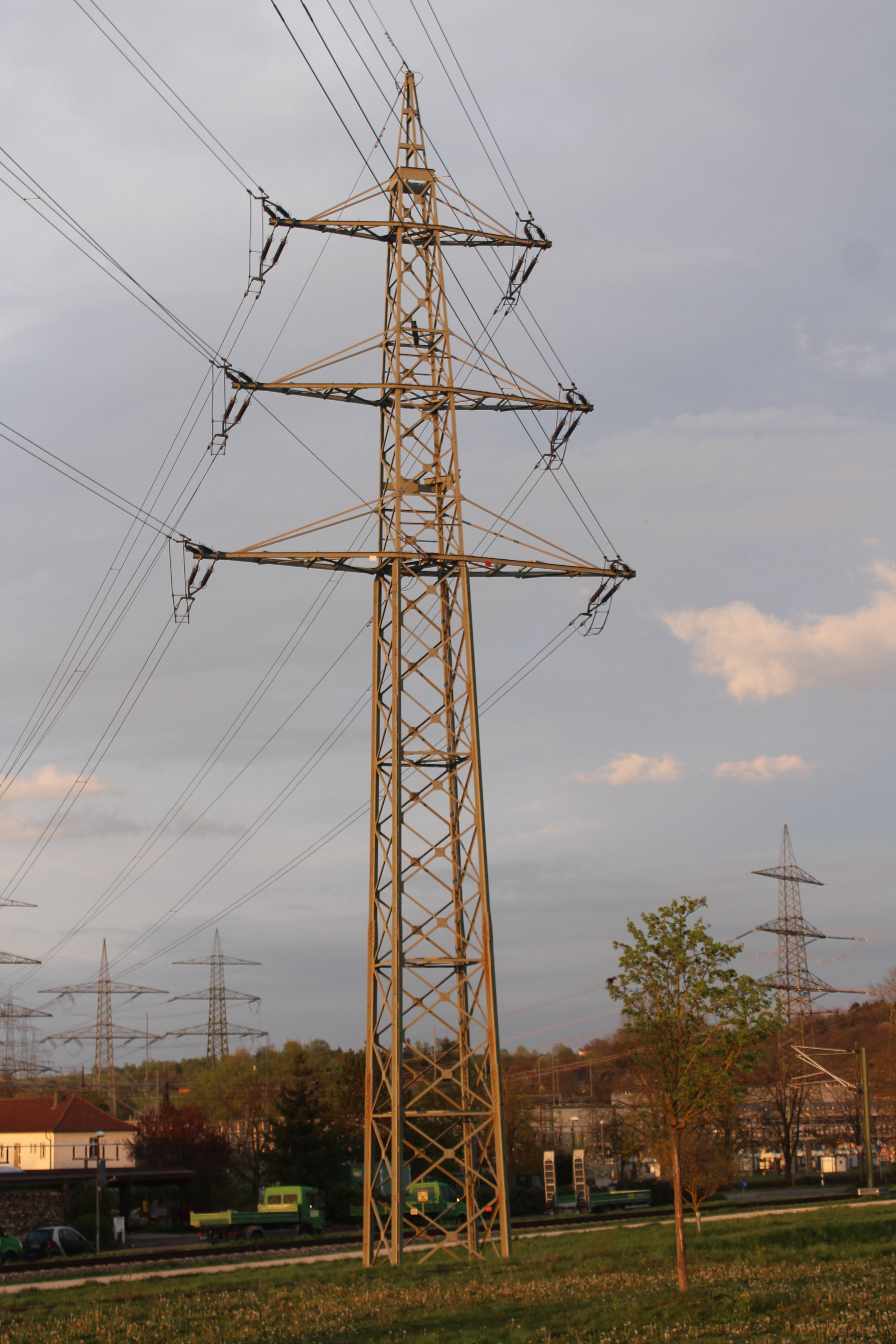
Einstiger Mast der Schwarzwaldleitung südlich des Umspannwerks Wendlingen, seit Umstellung der Hochspannungsleitung Wendlingen-Möhringen von 220 kV auf 110 kV von dieser genutzt.